# Jasenová
Jasenová és un municipi del districte de Dolny Kubín a la regió de Žilina, Eslovàquia.

## Demografia
| Godina             | 1994 | 2004   | 2014   | 2024   |
| ------------------ | ---- | ------ | ------ | ------ |
| Nombre de persones | 392  | 399    | 409    | 434    |
| Diferència         |      | +1,78% | +2,50% | +6,11% |

| Godina             | 2023 | 2024   |
| ------------------ | ---- | ------ |
| Nombre de persones | 437  | 434    |
| Diferència         |      | −0,68% |

## Persones il·lustres
- Martin Kukučín

1. 1 2  «Počet obyvateľov podľa pohlavia - obce (ročne) [om7101rr_obce=AREAS_SK]».   Statistical Office of the Slovak Republic, 31-03-2025. [Consulta: 31 març 2025].